# 浦風部屋
浦風部屋（うらかぜべや）は、かつて存在した相撲部屋。

## 沿革
江戸時代から続く名跡。初期の浦風親方の時代には大関雷電爲右エ門が在籍した。弟子の育成においては、3代目の稲川市右エ門の親方がすばらしく多くの関取が育った（移籍含む）。
その後、5代元幕内谷嵐市藏、6代元幕内白真弓肥太右エ門、7代を経て8代目の元関脇浦風林右エ門までつないだが、明治36年（1903年）8月に師匠の死去により一旦部屋は閉ざされた。その当時在籍していた関脇稲川政右エ門、元幕内鉞り鉄五郎は高砂部屋に移籍した。
明治37年（1904年）5月場所を最後に現役を引退して、9代浦風を襲名した八角部屋の元幕内小松山与三松は、部屋を興して関脇浦ノ濱栄治郎らを育てるが、大正6年（1917年）5月に亡くなった。後を継いで二枚鑑札となった浦ノ濱の10代目親方は、先代からの弟子である兼六山鉄太郎（大正13年（1924年）1月立浪部屋へ移籍）、太郎山勇吉（後に高砂部屋へ移籍）を育てるが、昭和5年（1930年）10月に部屋を閉じ廃業している。
11代目の太郎山の親方は昭和10年（1935年）1月に現役を引退して、浦風を襲名した。5月に部屋を再興したものの関取を出すことは叶わず昭和16年（1941年）5月限りで部屋を閉じた。その後、昭和29年（1954年）5月からふたたび部屋を興したが、やはり関取をだせないまま1962年5月に部屋を閉じた。

## 力士

### 横綱・大関

#### 横綱
- 不知火諾右衛門（第8代、大阪相撲湊部屋から移籍、初代不知火→10代湊）

#### 大関
- 雷電為右衛門（第76代大関、無類力士）
- 手柄山繁右エ門（雷部屋から移籍、後阿武松部屋へ移籍、5代武隈）

### 幕内

#### 関脇
- 稲川政之助（雷部屋へ移籍、初代稲川）
- 響灘立吉（大阪相撲小野川部屋から移籍、後春日野部屋へ移籍）
- 浦ノ濱栄治郎（10代浦風）

#### 平幕
- 相生松五郎（大阪相撲小野川部屋から移籍、2代春日野）
- 柏戸宗五郎 (1881年生)（伊勢ノ海部屋から移籍、5代柏戸→7代伊勢ノ海）
- 君ヶ嶽助三郎（境川部屋へ移籍、4代境川）
- 谷嵐市藏